# Campo Azul
Campo Azul – miasto i gmina w Brazylii, w stanie Minas Gerais. Znajduje się w mikroregionie Montes Claros.